# HD현대OCI
HD현대OCI 주식회사(영어: HD HYUNDAI OCI)는 HD현대의 계열사인 HD현대오일뱅크와 OCI가 합작하여 설립한 카본블랙 제조 기업이다.

## 역사
2016년 2월 17일, 현대오일뱅크와 OCI 간의 합작으로 설립되었다.
2017년 12월, 카본블랙 생산을 시작하였다.
2019년, 증설을 통해 연간 15만 톤의 카본블랙 생산 능력을 갖추고 있다.
2022년 12월부로 현대중공업이 사명을 HD현대로 교체함에 따라, HD현대OCI로 상호를 변경하였다.
2024년 10월, 한국타이어앤테크놀로지에 순환 카본블랙을 공급하며 폐타이어 순환 경제 시장에 진출했다.